# Swarthmore College
Swarthmore College es una universidad privada de artes liberales localizada en Swarthmore, Pensilvania, 11 millas (18 km) al suroeste de Filadelfia. Swarthmore es considerada la tercera mejor universidad de artes liberales en los Estados Unidos según U.S. News and World Report.
Fundada en 1864, Swarthmore fue una de las primeras instituciones de educación superior coeducacionales de los Estados Unidos. Se fundó por un comité de la Sociedad Religiosa de Amigos formado por miembros de tres agrupaciones de seguidores de Elias Hicks: las de Baltimore, Nueva York, y Filadelfia. Muchos de los fundadores eran activistas de los movimientos por los derechos de las mujeres y otras cuestiones sociales, entre los que se encontraban Edward Parrish, Deborah y Joseph Wharton, Benjamin Hallowell, y James y Lucretia Mott.
Swarthmore se estableció para ser una universidad, "...que se encuentra bajo el cuidado de un grupo de amigos, pero que pretende ofrecer una educación similar a la que puede ser obtenida en las mejores instituciones universitarias en nuestro país." En 1906, Swarthmore dejó de ser una institución religiosa, pasando a ser una organización no-sectaria.
Swarthmore es miembro del Tri-College Consortium, una alianza formada por Swarthmore College, Bryn Mawr College, y Haverford College, y del Quaker Consortium, que añade también a la Universidad de Pensilvania, permitiendo que sus estudiantes puedan cursar materias en alguna de las diferentes universidades pertenecientes a los consorcios.
A pesar del pequeño tamaño de la escuela, los alumnos de Swarthmore han alcanzado un lugar destacado en una amplia gama de campos. Los graduados incluyen cinco ganadores del Premio Nobel (el tercer mayor número de ganadores del Premio Nobel por graduado en los Estados Unidos), 11 becarios de la Fundación de MacArthur, 30 de Rhodes Scholars, 27 de Truman Scholars, 10 de Marshall Scholars, 201 de Fulbright Grantees, y muchas figuras notables en derecho, arte, ciencia, academia, negocios, política y otros campos. Swarthmore también cuenta con 49 exalumnos como miembros de las Academias Nacionales de Ciencias, Ingeniería y Medicina.